# 9668 Tianyahaijiao
9668 Tianyahaijiao è un asteroide della fascia principale. Scoperto nel 1997, presenta un'orbita caratterizzata da un semiasse maggiore pari a 2,7935777 UA e da un'eccentricità di 0,0646444, inclinata di 6,13415° rispetto all'eclittica.